# Meister des Rottweiler Hochaltars
Als Meister des Rottweiler Hochaltars (oder manchmal Rottweiler Meister) wird ein namentlich nicht bekannter gotischer Maler aus der Mitte des 15. Jahrhunderts bezeichnet. Er erhielt seinen Notnamen nach den von ihm geschaffenen Bildern, die vermutlich vom ehemaligen Hochaltar im Heilig-Kreuz-Münster in Rottweil stammen. Er war wahrscheinlich im Bodenseeraum tätig, vielleicht hatte er seine Werkstatt in Rottweil selbst.

## Identifizierung
Mehrfach wurde vorgeschlagen in der Arbeitsweise des Meisters des Rottweiler Hochaltars den Stil von Konrad Witz zu erkennen, der vermutlich aus Rottweil kam. Diese Meinung hat sich jedoch kaum durchgesetzt, nicht nur, da der Malstil des Meisters eine eigene Individualität zeigt, sondern auch, da Witz schon 1434 in Basel nachweisbar ist und der Rottweiler Altar in der Zeit danach entstand.

## Werke (Auswahl)
- Serie von Tafeln (Fragmente) des ehemaligen Hochaltars des Heilig-Kreuz-Münsters zu Rottweil, um 1440, sieben Tafeln sind erhalten, darunter
  - Die Anbetung der Könige, Württembergisches Landesmuseum, als Leihgabe im Museum der Stadt Rottweil
  - Gnadenstuhl (Gottvater mit dem Leichnam Christi), Staatliche Kunsthalle Karlsruhe (kunsthalle-karlsruhe.de)
  - Das Martyrium der Hl. Ursula, Württembergisches Landesmuseum, Stuttgart
  - Die Verehrung (der Monstranz) durch Engel,[1] Rottweil, Heilig-Kreuz-Münster
  - Martyrium des Achatius und der 10.000, Diözesanmuseum Rottenburg